# Union sportive du littoral de Dunkerque
Pour les articles homonymes, voir USLD.
Maillots
Actualités
L'Union sportive du littoral de Dunkerque, abrégée en USL Dunkerque, est un club de football français fondé en 1919 et situé à Dunkerque dans le Nord.
Le club est créé sous le nom d'Union sportive Dunkerque-Malo par la fusion du Stade dunkerquois, fondé en 1909, et de l'Union sportive de Malo-les-Bains, fondée en 1900 dans la ville voisine de Malo-les-Bains et alors principal club local. Le club en absorbe d'autres au cours de son histoire et change plusieurs fois de nom : ainsi l'US Dunkerque-Malo fusionne en 1927 avec le Racing Club de Dunkerque pour devenir l'Union Racing Dunkerque-Malo, en 1934 avec les Amis de la balle dunkerquoise pour devenir l'Olympique dunkerquois, puis en 1954 avec Dunkerque Étudiant Club pour devenir l'Union sportive de Dunkerque. Le club change de nom pour la dernière fois en 1987 en Union sportive du littoral de Dunkerque après qu'il a reçu le soutien financier de la Communauté urbaine de Dunkerque, appelée Dunkerque Grand Littoral.
Le club obtient une première fois le statut professionnel en 1935 et évolue en Division 2 jusqu'à la guerre. Réintégré en championnat régional en 1945, le club accède à la Division d'honneur en 1958, puis au championnat de France amateurs en 1960. Le club retrouve la Division 2 et le professionnalisme en 1966, et évolue à ce niveau pendant trente ans sans interruption.
En 1996, le club est relégué en National 1, puis l'année suivante en CFA, et fait même ensuite quelques apparitions en CFA 2, le 5e échelon national. Le club remonte finalement en National en 2013 puis, le 12 mai 2020, après décision du comité exécutif de la FFF, est promu en Ligue 2. Après un bref retour en National en 2021-2022, le club dunkerquois est racheté en 2023 par le groupe turc Amissos, appartenant à Yüksel Yildirim. Il évolue en 2024-2025 en Ligue 2.

## Histoire

### Genèse du club (1900-1919)
En mars 1899, de retour d'un voyage chez son oncle en Écosse où il découvrit le football, le Dunkerquois Marcel Tribut partage la découverte de ce sport avec ses amis. Le groupe d'amis, qui s'est installé sur un terrain militaire situé dans le quartier du Glacis, fonde un an plus tard en mars 1900 l'Union sportive de Malo-les-Bains, du nom de la commune limitrophe de Dunkerque, le club prenant part dans la foulée au championnat du Nord de l'Union des sociétés françaises de sports athlétiques (USFSA).
Dans le même temps, le Sporting dunkerquois, club d'aviron, crée une section football. Un premier derby a lieu le 17 novembre 1901 entre les deux clubs, remporté par le Sporting par deux buts à zéro. L'US Malo-les-Bains finit par absorber le Sporting dunkerquois vers 1904.
En janvier 1909, alors que l'US Malo-les-Bains évolue au plus haut niveau en 1re série du groupe Maritime du championnat du Nord,, un sportif dunkerquois, Louis Blondel, ex-membre du Comité du Nord de l'USFSA et ancien secrétaire de l'US Malo-les-Bains, fonde un club omnisports centré sur le football, le Cercle olympique dunkerquois, le club comptant rapidement une trentaine de membres. Le 21 mars 1909 a lieu le premier match d'une série de rencontres amicales entre le CO dunkerquois et l'US Malo-les-Bains, remporté par les Malouins par trois buts à zéro.
Entretemps, Henri Ferrari, au autre sportif dunkerquois, se met en tête de fonder son propre club. S'adressant aux mêmes sportifs démarchés par le CO dunkerquois, il finit par rencontrer Louis Blondel. Ils décident ensemble, avec l'appui de membres dissidents de l'US Malo-les-Bains, d'unir leurs efforts et transforment en mai 1909 le CO dunkerquois en Stade dunkerquois, avec Paul Capelle élu comme premier président, la société recevant le soutien du maire de Dunkerque et du sous-préfet,.
Ambitieux, le Stade dunkerquois acquiert un terrain, route des bains, et y fait édifier après deux ans de travaux un stade nommé stade de la Victoire, inauguré le 16 avril 1911 par une grande fête sportive ponctuée d'un match face aux amateurs londoniens du Leyton Manor Football Club, perdu par les Dunkerquois par quatre buts à deux.
Le Stade dunkerquois commence sa première saison, la saison 1909-1910, en 2e série du championnat du Nord, tandis que l'US Malo-les-Bains évolue en 1re série, où il affronte les meilleurs clubs nordistes,. Ainsi, le 30 janvier 1910, pour la dernière journée du championnat du Nord, l'US Malo-les-Bains reçoit dans un match de gala le Racing Club de Roubaix, cinq fois champion de France entre 1902 et 1908, les Malouins réalisant la performance de l'emporter par trois buts à deux.
À la fin de la saison 1912-1913, l'US Malo-les-Bains est reléguée en 2e série
. Pour la première fois, l'US Malo-les-Bains et le Stade dunkerquois évoluent ensemble en 2e série lors de la saison 1913-1914,. Le premier derby en match officiel a lieu le 23 novembre 1913. L'US Malo-les-Bains prouve sa supériorité en battant le Stade dunkerquois par cinq buts à deux, les équipes deuxième, troisième, quatrième et cinquième remportant également leur match respectif le même jour. Au match retour, disputé le 15 février 1914, l'US Malo-les-Bains ne se déplace qu'à huit joueurs, mais l'emporte tout de même par trois buts à un, s'assurant la première place de ce groupe de 2e série tandis que le Stade dunkerquois termine cinquième sur six clubs. En poule de promotion, l'US Malo-les-Bains valide sa remontée en 1re série pour la saison 1914-1915, qui n'aura pas lieu à cause du déclenchement de la Première Guerre mondiale,.

### Formation de l'US Dunkerque-Malo
Après la Première Guerre mondiale, en août 1919, les deux clubs fusionnent pour former l'Union Sportive Dunkerque-Malo. Intégré en Division d'Honneur, ses débuts en championnat sont difficiles, et en 1920, à l'issue de sa première saison dans les championnats de la Fédération française de football, l'US Dunkerque-Malo est huitième et avant dernière.
Dunkerque-Malo apparaît à nouveau en DH en 1921 et est affectée au groupe C. Les résultats ne sont pas connus, mais le club ne fait pas partie des clubs repêchés à la suite du passage de la Division d'Honneur de seize à huit clubs.
À la fin de la saison 1926-1927, l'US Dunkerque-Malo fusionne avec le Racing Club de Dunkerque, dont la section principale pratique le rugby. La nouvelle entité, nommée Union Racing Dunkerque Malo, se dote rapidement d'une équipe composée d'excellents éléments, dont le gardien Lucien Gianelloni, les frères Bondois, Louis Dron, etc..

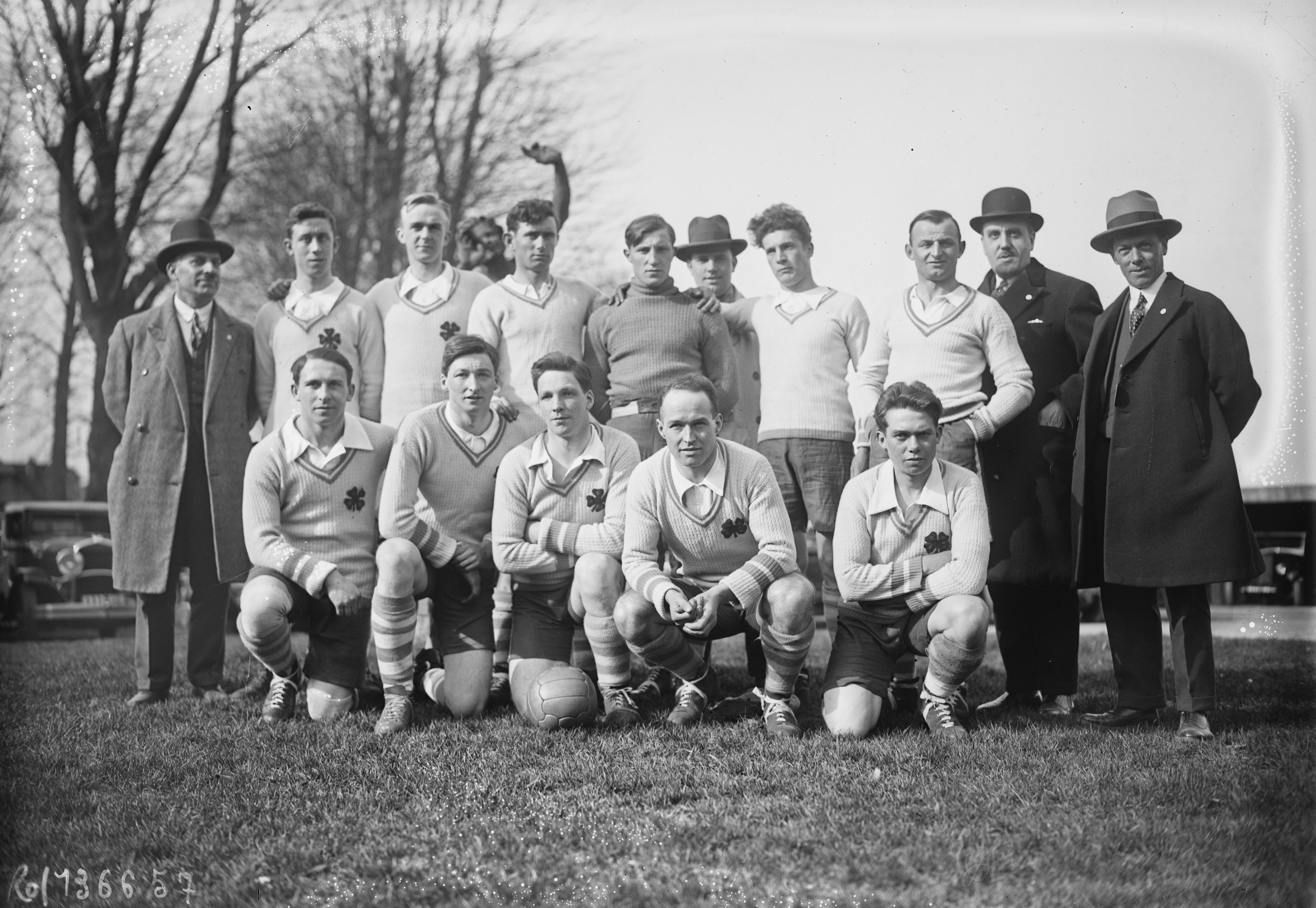
L'équipe de l'US Dunkerque lors de la demi-finale de la Coupe de France 1929 contre le FC Sète.

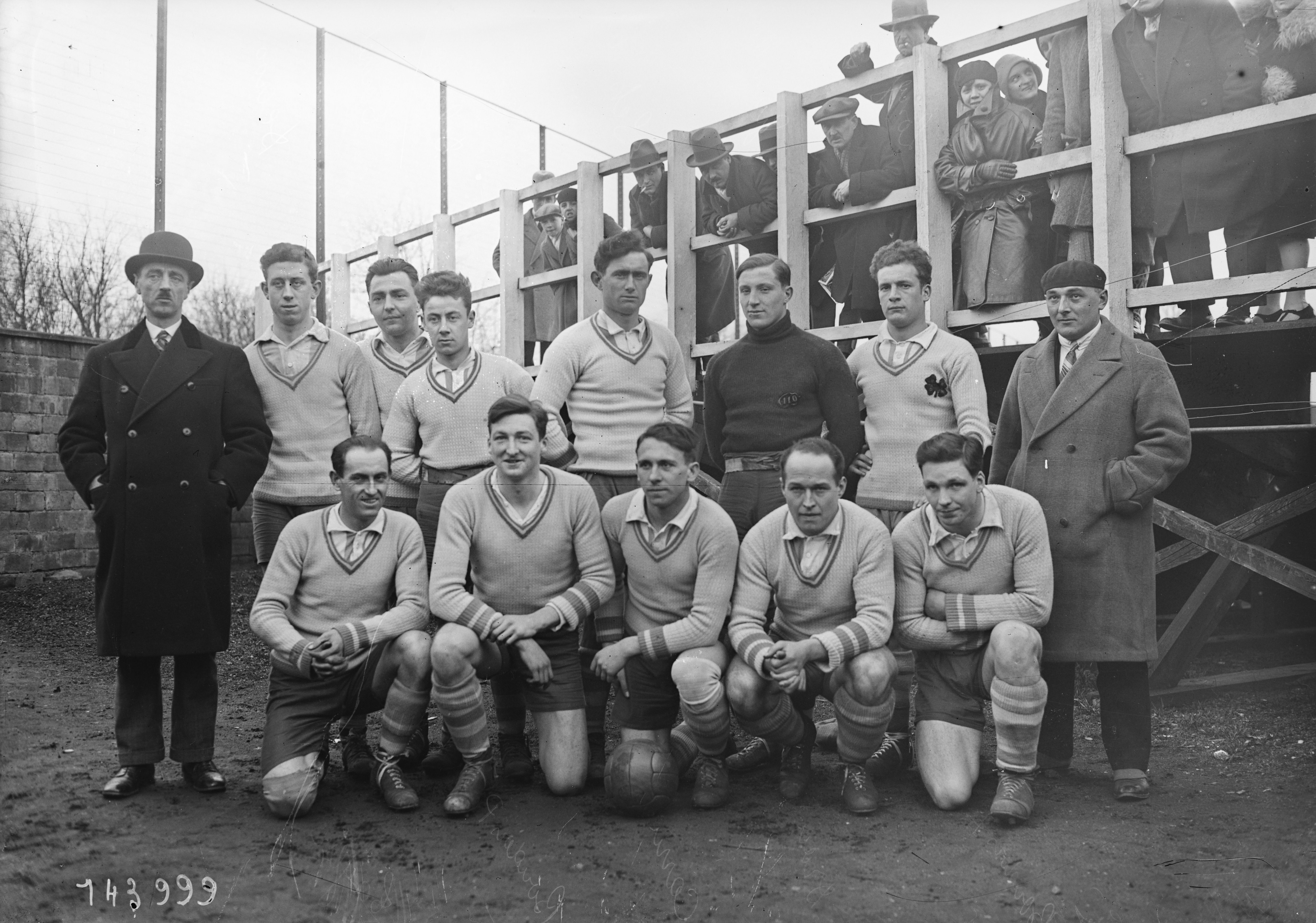
L'équipe de l'US Dunkerque lors du match d'appui en huitième de finale de la Coupe de France 1930 face à l'AS Cannes.

L'U.S.D.M. s'illustre en Coupe de France en accrochant des participations aux 16èmes de finale en 1923 et 1927 et aux 32èmes de finale en 1922 et 1924. Rebaptisé Union Racing Dunkerque-Malo, le club dunkerquois atteint les demi-finales de la Coupe Charles Simon 1929 après avoir écarté, entre autres, l'U.S. Suisse, l'Excelsior de Roubaix et l'U.S. Boulogne. À Colombes en demi-finale face au F.C. Sète, les Dunkerquois s'inclinent 2-1 à la suite d'un but sétois à la 87e minute. Citons ici, la composition de l'équipe dunkerquoise qui affronta le F.C. Sète : Gianelloni, Jensen, Decrocq, Schutt, Longuemarre, Hebdin, P. Boudois, Carru, A. Boudois, Dron et Devriendt. Confirmant son formidable parcours de 1929, Dunkerque dispute les quarts de finale de la Coupe de France en 1930, puis les 16èmes de finale la saison suivante.
En septembre 1934, l'Union Racing Dunkerque-Malo fusionne avec le second club de la ville : Le Club des Amis de la Balle Dunkerquoise, qui évolue au deuxième niveau régional. La fusion, officiellement actée le 14 octobre 1934, s'accompagne d'un changement de nom, le club devenant Olympique de Dunkerque.
Bien que n'ayant fini que huitième sur dix en Division d'Honneur, l'Olympique de Dunkerque pose en 1935 sa candidature pour intégrer le championnat professionnel de seconde division. La candidature est acceptée et l'OD est inscrite en D2 pour la saison suivante.

### Première période professionnelle et affres de la guerre (1935-1945)
Devenu Olympique de Dunkerque, le club accède au statut professionnel en 1935. Le club évolue quatre saisons en 2e division.
En parallèle, les Dunkerquois se font remarquer une nouvelle fois en Coupe de France en atteignant le stade des quarts de finale en 1937. Lors du second conflit mondial, l'Olympique de Dunkerque voit son stade détruit, et subit de nombreuses pertes humaines, affaiblissant sévèrement le club.

### Une lente reconstruction (1945-1966)
En 1945, au-delà du football, la ville de Dunkerque est la dernière de France à être libérée, le 9 mai 1945, et est complètement dévastée. À la libération, le club repart de zéro et jusqu'en 1950, le club dunkerquois reste dans l'anonymat mais l'entraîneur Émilien Meresse arrive au club et relance Dunkerque.
En 1954, l'Olympique de Dunkerque, relégué en Première Division Maritime, fusionne avec le Dunkerque Étudiant Club pour former l'Union Sportive de Dunkerque qui accède à la Division d'Honneur en 1958 puis au CFA en 1960. Pour sa première saison à ce niveau, l'US Dunkerque termine sixième sur quatorze et dès l'année suivante, l'USD remporte le groupe Nord, avec cinq points d'avance sur l'Association sportive Aulnoye,.
Troisième du groupe Nord en 1965-1966, le club dépose un dossier pour retrouver le professionnalisme, et fait partie, avec l'Entente Chaumont AC, des deux clubs promus en Division 2.

### Trente ans en Division 2 (1966-1996)
Pour sa première saison en Division 2 depuis la Seconde Guerre mondiale, l'US Dunkerque termine quatorzième sur dix-huit. La saison suivante, en 1967-1968, le club se classe onzième.
Pendant ces années professionnelles, l'US Dunkerque ira deux fois en quarts de finale de la coupe de France de football contre l'US Quevilly et Lyon. En 1979, l'USD conclut sa meilleure saison en D2 à la 3e place (insuffisante, à l'époque, pour accéder à la 1re division).
À la suite d'importants problèmes financiers, l'USD dépose le bilan en 1987, mais la Communauté urbaine de Dunkerque aide le club qui continue d'exister sous le nom d'Union Sportive du Littoral de Dunkerque (USLD).
En 1990, le club est impliqué dans l'« affaire Bosman », l'opposant au Royal Football Club de Liège. En avril, deux mois avant la fin de son contrat, le club belge propose à Jean-Marc Bosman une prolongation d'un an pour 30 000 Francs belges, soit le minimum légal en Belgique. Le joueur refuse, et est inscrit sur la « liste des transferts » de l'Union belge pour un « prix » d'environ 12 millions de Francs belges, calculé selon la méthode usuelle de la fédération. En raison de ce « prix » très élevé, aucun club ne s'intéresse au joueur jusqu'en juillet, où l'USLD lui offre un essai. Le 27 juillet 1990, un accord oral est passé entre les deux clubs pour un prêt avec option d'achat d'1 200 000 Francs belges. Le contrat est écrit et faxé au RFC Liège le 30 juillet 1990, tandis que l'Union belge s'engage à envoyer le certificat international de transfert (CIT) à la FFF avant le 2 août 1990. Toutefois, le club belge demande à la banque de l'USLD « d'exprimer urgemment son accord sans réserve sur le payement ordonné », ce qui va à l'encontre du secret bancaire. La banque n'ayant pas répondu, le RFC Liège s'est opposé à l'envoi du CIT, et en vertu du règlement fédéral belge, le joueur est suspendu le 31 juillet 1990. Malgré l'intervention de la FFF, le CIT n'est toujours pas transmis le 2 août 1990, et Bosman ne peut être aligné pour la première journée du championnat. Bosman a par la suite entamé une procédure judiciaire à l'encontre de l'URBSFA, pour obtenir des dommages et intérêts. Le 28 septembre 1990, le RFC Liège met le joueur à disposition gratuite de n'importe quel club, sauf Dunkerque et Bosman trouve un accord avec Saint-Quentin quelques mois plus tard. Cette affaire débouche en 1995 sur l'Arrêt Bosman, une décision de justice qui libéralise les transferts internationaux et interdit les quotas de joueurs étrangers.

### Chute rapide et stagnation en CFA (1996-2010)
L'USL Dunkerque entame une lourde chute car en 1996 il est relégué en National puis l'année suivante, en 1997, en CFA à la suite d'une refonte du championnat qui maintient uniquement les sept premiers. En 2002, le club dunkerquois est, encore une fois relégué, en CFA2. Mais l'année qui suit, en 2003, il remonte en CFA après avoir disputé les matchs de barrage.
En 2010, le club retrouve la cinquième division (CFA 2) mais remonte directement la saison suivante en terminant parmi les meilleurs deuxièmes des groupes de CFA2 réunis.
Lors de la saison 2008-2009, les joueurs de Nicolas Huysman atteignent les 16èmes de finale de la Coupe de France, en éliminant notamment le Stade de Reims (victoire 2-1 au Stade Marcel-Tribut) et Montpellier (victoire 0-1 au Stade de la Mosson), clubs de Ligue 2 à l'époque. Dunkerque doit cependant s'incliner face au voisin lillois 0-3.
En 2009, le 1er mai, l'USLD célèbre son centenaire et pour l'occasion, pendant la saison 2009/2010, elle arbore un nouveau maillot (bleu avec des fines lignes horizontales blanches à domicile, le même en blanc, lignes noires, pour les matchs à l'extérieur), avec un nouveau logo créé spécialement pour l'occasion,. Le club, pour tous ses matchs à domicile, invite un club ou une personnalité du sport dunkerquois, et une nouvelle boutique a ouvert ses portes aux supporters.
Président depuis 2002, Jo Dairin quitte la direction de l'USLD en cette fin de saison 2008-2009, mais restera proche du club : son successeur est Jean-Christophe Géhin, directeur de DK'Bus Marine. En cette fin de saison 2008-2009, Jo Dairin prolonge le contrat de Nicolas Huysman de deux années.
À la suite d'un concours lancé par le club et le journal Le Phare dunkerquois, le jury a choisi comme joueur du siècle le milieu de terrain Jocelyn Blanchard qui aura commencé en D2 à l'âge de 18 ans en 1990 et connu une superbe carrière après ses débuts dunkerquois (Metz, Juventus, Lens, Austria de Vienne, SK Austria Kärnten). Il devance les autres milieux de terrain Nicolas Huysman et Gilbert Mallet.

### Retour du club au niveau professionnel (2010-2023)
En 2010-2011, l'USLD dispute le championnat de CFA2 et termine, avec un total de 86 points, à la deuxième place du groupe A, trois points derrière l'AC Amiens. Toutefois, grâce à une place de « meilleur deuxième », le club dunkerquois est promu en CFA. Après avoir achevé la saison 2011-2012 avec une troisième place intéressante et une série de dix-huit matchs sans défaite sous la houlette de Nicolas Huysman, l'USLD entame l'exercice suivant avec un effectif peu modifié. À l'issue de la saison 2012-2013, particulièrement réussie, l'USLD est désignée par la Fédération française de football comme champion de CFA tous groupes confondus, et remonte en National seize ans après avoir quitté la troisième division du football français.
Pour sa remontée en National, l'USLD se renforce, surtout dans le secteur offensif avec les arrivées de Tchokounté et Goba qui sortent tous les deux d'une saison prolifique (respectivement avec Calvi et Cherbourg), ainsi que l'ailier Hamady Tamboura (Angers) ou le milieu Cyril Mandouki. Le gardien Jean-Christophe Bouet vient pallier le départ de Franck Grandel. L'équipe démarre solidement, une victoire lors du derby maritime devant 2800 personnes (1-0 face à l'USBCO), et une seule défaite (Carquefou) lors des 7 premiers matchs, avant une période plus difficile (2 points en 6 matchs) et une élimination surprise devant Romorantin au 8e tour de Coupe de France. Cette élimination va revigorer l'équipe qui reste invaincue 8 matchs, avec une belle victoire à Fréjus ou encore des nuls solides face à Boulogne ou la surprise Luzenac. Sans faire de bruit l'équipe solide collectivement et défensivement ne sera jamais inquiétée dans la course au maintien (jamais relégable), l'équipe ne concédant que deux défaites au stade Tribut pour le grand plaisir des 1450 spectateurs de moyenne. L'équipe termine finalement 5e, sans s'être mêlée à la course pour la montée, mais une saison qui restera dans les annales pour un promu aux faibles moyens.
Pour sa deuxième saison consécutive au troisième échelon national, les dirigeants misent sur la stabilité malgré le changement de direction (Jean-Pierre Scouarnec remplace Jean-Christophe Géhin à la présidence). Côté transferts, la révélation Mouaad Madri (11 buts) rejoint le monde pro et l'AC Ajaccio. Le club recrute l'attaquant Oussoumane Fofana du PFC, habitué du National, Ibrahima Coulibaly au milieu de terrain, et l'attaquant Abdel Aabiza, venu de CFA. Malgré quelques accidents de parcours (défaite face à Colomiers et Bourg-Péronnas à Tribut, défaites 3-0 à Boulogne et Chambly), le club confirme avec une 9e place à la trêve, malgré la concurrence de clubs plus fortunés. Six ans après, le club retrouve les 32èmes de finale de la Coupe de France face à Rennes dans un stade Tribut plein comme un œuf (3000 personnes) et chauffé à blanc. Hélas pour eux malgré une réaction rapide (1-1 après 3 min de jeu !), le club s'incline 2-1 avec un but litigieux refusé à Pindi.
Depuis ce match, les joueurs de Fabien Mercadal retrouvent confiance et un collectif qui fait mal (5 victoires sur 6 à Tribut dont le derby Maritime 2-0). Profitant des faux-pas des premiers et surfant sur leur vague de succès, les Dunkerquois décomplexés par un maintien qui semble assuré (jamais en dessous de la 12e place) prennent du plaisir et se muent en trouble-fête en cette fin de saison (à 6 points du podium à 7 matchs de la fin). Fofana prend le relais de Madri (9 buts en 23 matchs), Boudaud est dans une forme olympique (5 buts sur les 5 derniers matchs) et le collectif dunkerquois se transforme en rouleau-compresseur (4 victoires sur les 5 derniers matchs, meilleure équipe en 2015).
Le 20 mai 2020, après une saison réussie en National, l'USL Dunkerque accède à la Ligue 2, 24 ans après sa relégation en 1996. Un certain sentiment d'injustice se fait sentir cependant au niveau local, car l'USLD est promue en terminant à la 2e place du championnat, tandis que le club de Boulogne-sur-Mer, troisième, est maintenu en National du fait de la décision de Fédération française de football d'annuler les barrages d'accession avec la Ligue 2 du fait de la pandémie de Covid-19.

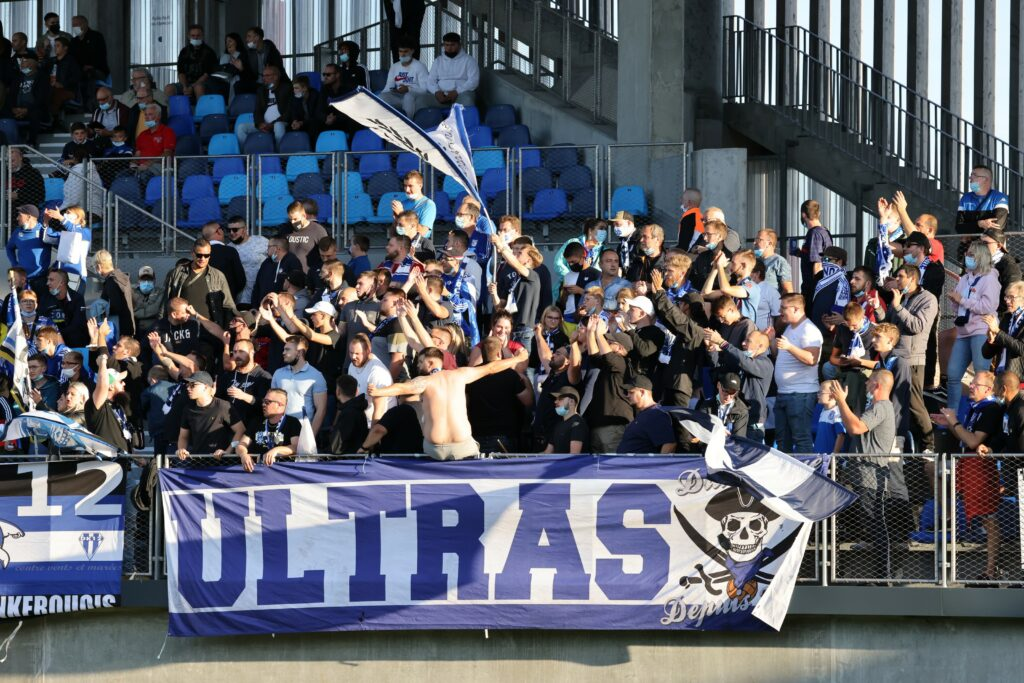
Supporters dunkerquois lors du match de Ligue 2 BKT contre l'AS Nancy-Lorraine en 2021

Le 3 décembre 2020, alors que Dunkerque réalise un assez bon début de saison, la DNCG relègue administrativement le club en raison de sa situation financière. Le club fait appel et obtient finalement son maintien sportif, lors de la dernière journée de Ligue 2 face à Toulouse, et administratif, après un nouveau passage devant la commission le 25 juin 2021.
Après cette première saison Dunkerque termine 16e de Ligue 2 BKT et se maintient sur le fil pour la saison prochaine, lors du mercato, Fabien Mercadal est écarté au profit de Romain Revelli.

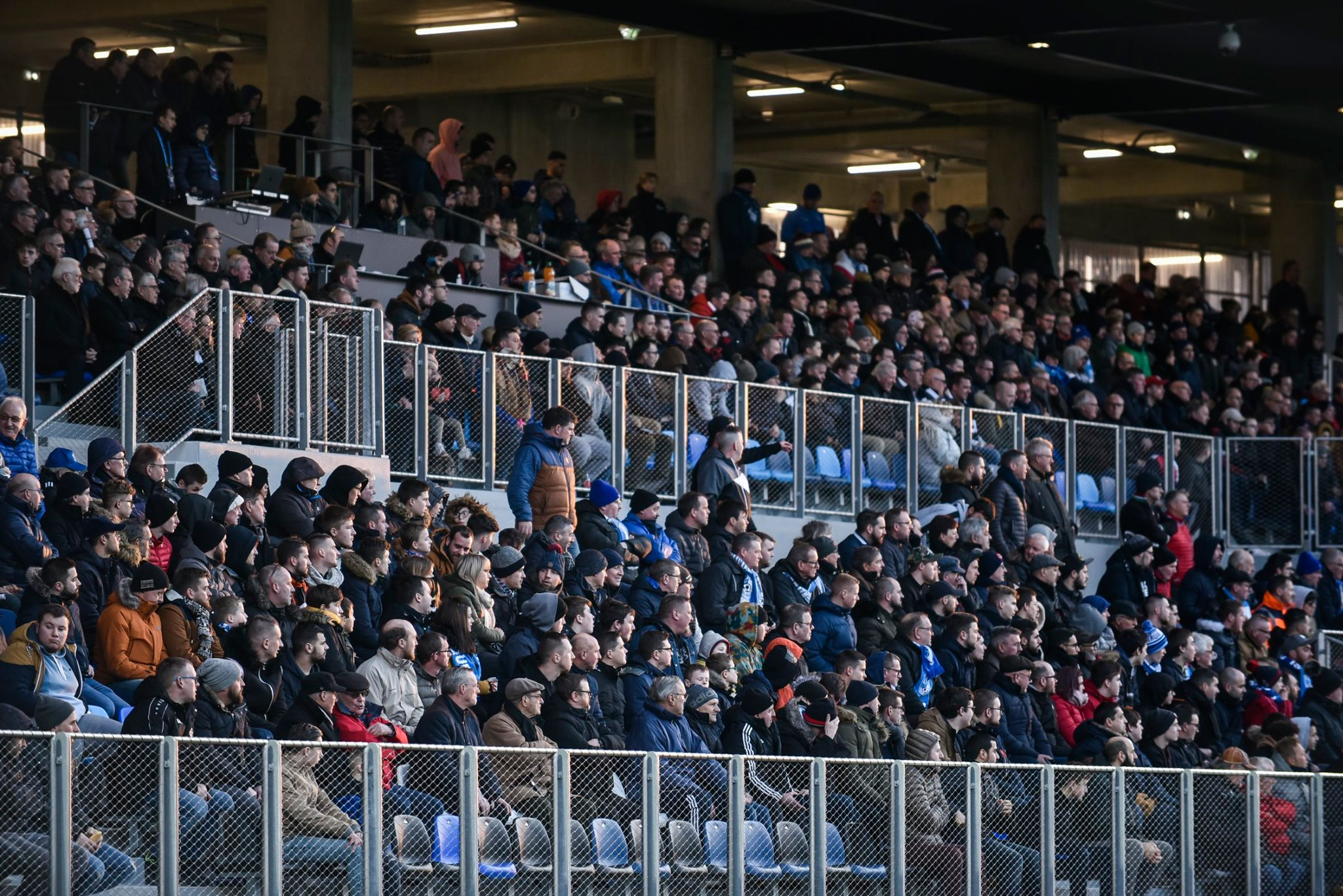
Tribune pleine lors du match de Ligue 2 BKT en 2021

Le 22 janvier 2022, le nouveau stade du club est totalement terminé et il est inauguré pour le match opposant Dunkerque à Sochaux de la saison 2021-2022 de Ligue 2 BKT (0-0).
Rétrogradé au terme de la saison 2021-2022 de Ligue 2 BKT en terminant à la 19e place devant l'AS Nancy-Lorraine,, le club a pour objectif la saison suivante de remonter avec un effectif plus solide, toujours coaché par Romain Revelli.
Le 5 décembre 2022, Jean Pierre Scouarnec, le président depuis 2014, démissionne. Un nouvel investisseur est recherché depuis de nombreuses semaines et face à l’indécision des membres du CA, le président a fait le choix de quitter son fauteuil, jugeant le club ingouvernable.
Au terme de la saison de National, le club dunkerquois fait l’ascenseur et remonte dans la 2e division seulement un an après l’avoir quittée, forte d’une solide 2e place, de l’arrivée déterminante du coach Mathieu Chabert et en étant la meilleure équipe de la phase retour 2023.
Fin juin 2023, dans le cadre de l'enquête judiciaire faisant suite à la plainte de la Communauté urbaine de Dunkerque à l'encontre de la direction précédente du club, l'ancien président, Jean-Pierre Scouarnec est placé en garde à vue soupçonné de détournement de fonds publics.

### Rachat par le groupe turc Amissos (2023-)
Le 4 juillet 2023, après plusieurs mois de prospections infructueuses, le club est finalement racheté par le groupe turc Amissos appartenant à Yüksel Yıldırım déjà propriétaire du club turc de Samsunspor, qui acquiert 85% des parts du club. Edwin Pindi est maintenu à son poste de PDG, tandis que Demba Ba arrive comme « conseiller sportif » puis directeur sportif. L'objectif initial du club est de maintenir une certaine continuité, avec le seul départ de Leverton Pierre.
Le début de saison est difficile. Demba Ba décide d'écarter Mathieu Chabert en septembre et de le remplacer par le Portugais Luís Castro. Le club est dernier après dix journées et renouvelle largement l'effectif pendant le mercato d'hiver. C'est un succès : l'équipe, invaincue de la 20e à la 29e journée, s'extrait de la zone de relégation. Au terme de la saison de Ligue 2 2023-2024, le club valide son maintien avec 46 points, à la 16e place, ex æquo avec Annecy et Ajaccio, mieux classés grâce à la différence de buts. Dans la foulée, Gaëtan Courtet et l'entraîneur Luís Castro annoncent prolonger leurs contrats respectivement jusqu’en 2025 et 2026 ce qui montre une volonté du club de s’inscrire à plus long terme en deuxième division. Le club est encore très actif pendant le mercato d'été, et connaît un excellent début de la saison de Ligue 2 2024-2025. Vice-champion d'automne, les maritimes assument maintenant de viser la montée en Ligue 1, comme exprimé par le directeur sportif Demba Ba et le président délégué Selçuk Demir. L'objectif du coach, loué pour son jeu proactif et de possession, rare en France et importé du Portugal, est de rester dans le top 5 à la fin de la saison. En Coupe de France, le club élimine Auxerre, Lille et Brest après des scénarios incroyable et atteint les demi-finale pour la deuxième fois de son histoire après 1929. Les Nordistes sont finalement éliminés par le Paris SG (4-2), après avoir pourtant mené 2-0.
Pour pallier le départ de Luis Castro sur le banc de Nantes, Dunkerque a choisi le Portugais Gonçalo Feio.

## Identité

### Logos

Jusque dans les années 1980.
Années 1980.
1987
Centenaire du club (2009).
2010-2025
Depuis 2025.

Le logo historique du club représente un bouclier à bandes bleues et blanches rappelant le drapeau de la ville de Dunkerque. Les années 80 voient l'apparition du dauphin, repris des armoiries de la ville. Ce symbole a été ajouté aux armoiries de la commune par les Dunkerquois pour honorer Louis XIV lors de sa visite en 1662 (lorsque la ville est redevenue française) en faisant allusion à son fils, le Dauphin, né l'année précédente .
En 1987, l'USD devient l'USLD et un nouveau logo fait son apparition. Celui-ci reprend la forme d'un bouclier au bord inférieur arrondi tel qu'on le retrouve régulièrement sur les écus (héraldique) dans l'ancien comté de Flandre. Ce logo, proche de l'actuel, subira plusieurs modifications jusqu'à nos jours.
En 2025, le club dévoile un nouveau logo avec une touche dorée.

### Couleurs
Les couleurs du maillot de l'USL Dunkerque sont les deux couleurs du drapeau de la ville, soit le bleu et le blanc. Les maillots extérieurs du club sont historiquement rouges et blancs, alors que les troisièmes maillots ou maillots spéciaux ont souvent été noirs et or.
La devise officielle du club est « Contre vents et marées ».

### Nom et fusions
| Historique des fusions et des changements de nom |
| ------------------------------------------------ |

- Stade dunkerquois : 1909-1919
- Union sportive Dunkerque-Malo : 1919-1927
- Union Racing Dunkerque-Malo : 1927-1934
- Olympique dunkerquois : 1934-1954
- Union sportive de Dunkerque : 1954-1987
- Union sportive du littoral de Dunkerque : depuis 1987

## Palmarès et records

### Palmarès
| Compétitions nationales | Compétitions régionales                           |
| --- | ------------------------------------------------- |
| - Championnat de France D2 : - Meilleure performance : 3e en 1979 (groupe B) - Championnat de France D3 / National : - Vice-champion : 2020 et 2023 - Championnat de France D4 (1) : - Champion : 2013 - Championnat de France amateurs (1935-1971) : - Vainqueur de groupe : 1962 Coupes - Coupe de France : - Meilleure performance : demi-finale (1929 et 2025) | - Division d’Honneur Nord (1) : - Champion : 1960 |

### Parcours en Coupe de France
L'US Dunkerque-Malo atteint pour la première fois les trente-deuxièmes de finale de la Coupe de France de football en 1921-1922, et s'incline 1-0 face au FC dieppois.
En 1922-1923, après avoir éliminé le Stade français, Dunkerque atteint les seizièmes de finale et est éliminé par le FC rouennais.
La saison suivante, le club dunkerquois atteint à nouveau les trente-deuxièmes, éliminé par l'AS Française.
En 1926-1927, Dunkerque élimine le CA Messin, mais est sorti en 16e de finale par le Stade havrais.
C'est deux ans plus tard, en 1929, que le club réalise sa meilleure performance. L'Union Racing Dunkerque-Malo est alors tombeur successif de l'US Suisse, de l'Excelsior AC Roubaix, du SC La Bastidienne, et de l'US Boulonnaise. C'est le FC Sète qui élimine les Dunkerquois en demi-finale.
En 2025, le club élimine son voisin Lille OSC après avoir égalisé à la 96ème minute et en remportant la séance de tirs au but après avoir pourtant été mené 3-0 dans la séance.

## Personnalités

### Présidents
| Nom                                                                                          | Période          |
| -------------------------------------------------------------------------------------------- | ---------------- |
| M.Lefebvre-Hoffmann                                                                          | 1919-? Vers 1928 |
| Élime Flecq                                                                                  | 1921-?           |
| M.Bacrot                                                                                     | 1927-?           |
| M.Fontvielle                                                                                 | 1930-1934        |
| Pierre Ziegler Joseph Loyette (1935-1938) Robert Moreau (1938-?) René Douletrant (1941-1945) | 1934-?           |
| DrDolain René Douletrant (1945-1952) Henri Séguin (1952-1954)                                | 1945-1954        |
| Jean Rouvroy                                                                                 | 1954-1996        |
| André Vandenbussche                                                                          | 1997-1999        |
| Christian Fraud                                                                              | 1999-2002        |
| André Vandenbussche (intérim)                                                                | 2002             |
| Jo Dairin                                                                                    | 2002-2009        |
| Jean-Christophe Géhin                                                                        | 2009-2013        |
| Jean-Pierre Scouarnec                                                                        | 2013-2022        |
| Edwin Pindi                                                                                  | 2022-2024        |
| Jasper Yildirim                                                                              | 2024-            |

En petits caractères : les présidents de la section football du club
Le premier président du club est Paul Cappelle qui ne reste que deux ans après un conflit avec certains membres du Stade dunkerquois en 1911. M.Lefebvre-Hoffmann préside le club de 1919 à 1921, et est revu un temps à la direction du club vers 1928. Par la suite des présidents comme Émile Flecq, M.Bacrot, M.Fontvielle et Pierre Ziegler se succèdent. Le Docteur Dolain prend les rênes de l'Olympique de 1945 à 1954,.
Jean Rouvroy, président emblématique du club pendant 42 années, entre 1954 et 1996, voit le terrain principal du stade Marcel-Tribut, renommé en son honneur en juin 2004. Après la faillite du club en 1996, une période d'instabilité s'ensuit avec André Vandebussche, devenu vice-président du club dans les années 2000 et 2010, et Christian Fraud jusqu'en 2002.
Jo Dairin, ancien footballeur de l'US Dunkerque avec lequel il est vainqueur de groupe en CFA en 1962,, prend la direction du club nordiste en 2002, succédant à Chrisitan Fraud. Toutefois, le président accumule d'autres fonctions en étant élu à la ville de Dunkerque, responsable des projets économiques à la communauté urbaine de Dunkerque et membre du conseil de surveillance du groupe de peloton mobile de Dunkerque. Jean-Christophe Géhin, président de DK'Bus Marine lui succède en 2009. Jean-Pierre Scouarnec, devenu président en 2013, secondé par les anciens présidents Jo Dairin et André Vandebussche et avec pour trésorier, Jean-Christophe Géhin, est ambitieux pour son club et affirme par exemple : « On veut apprendre. On rencontre des clubs plus huppés ou moins que nous, mais on tient à apprendre de leur histoire. On veut grandir. ». En décembre 2022, Jean-Pierre Scouarnec présente sa démission dans l'optique d'un futur rachat du club et est remplacé par l'ancien directeur et joueur du club : Edwin Pindi qui reste en poste à la suite du rachat par le groupe turc Amissos.

### Entraîneurs
Le premier entraîneur connu de Dunkerque, après la Seconde Guerre mondiale est l'ancien gardien de but de l'Excelsior Roubaix Lucien Gianelloni. En 1950, il est remplacé par l'ancien international français Émilien Méresse. Par la suite, l'équipe est entraînée par André Tourte, qui sera plus tard « entraîneur prestigieux » de l'AS Dunkerque-Sud, un autre club de la ville.
À partir de 1955, l'US Dunkerque est entraînée par René Collin, dont on ne sait que peu de choses, si ce n'est que c'est sous sa direction que le club remporte le championnat du Nord-Pas-de-Calais en 1960, et son groupe de CFA deux ans plus tard.
Pour son retour au professionnalisme, l'US Dunkerque engage le technicien Jean Parisseaux, connu notamment pour avoir entraîné le Racing Club de Lens plus de vingt ans plus tard. Plus jeune entraîneur professionnel de France, il mène l'USD aux quarts de finale de la Coupe de France 1967-1968, perdue face à l'US Quevilly, pourtant en CFA.
Parisseaux est remplacé en cours de saison 1968-1969 par l'ancien joueur du CO Roubaix-Tourcoing Henri Kopania, qui ne reste qu'une seule saison au club. En 1969, Paul Lévin, qui sort d'un exercice moyen avec Chaumont en D2, prend la tête de l'équipe, qu'il mène notamment à la sixième place. Il reste jusqu'en 1971, amenant également le club aux quarts de la Coupe de France.
Le tableau suivant liste tous les entraîneurs connus de l'USL Dunkerque,.
| Nom                    | Période                     |
| ---------------------- | --------------------------- |
| Alfred Vincent         | 1919-1930                   |
| M.Bacrot               | 1930-1935                   |
| M.Maghner-M.Klein      | 1935-1937                   |
| Marcel Tillie-M.Schutt | 1937-1939                   |
| János Aknai Acht       | 1939-1940                   |
| Lucien Gianelloni      | 1946-1950                   |
| Émilien Méresse        | 1950-1954                   |
| André Tourte           | 1954-1955                   |
| René Collin            | 1955-1966                   |
| Jean Parisseaux        | 1966-1968                   |
| Henri Kopania          | 1968-1969                   |
| Paul Lévin             | 1969-septembre 1971         |
| George Ainsley         | septembre 1971-octobre 1971 |

| Nom                | Période                    |
| ------------------ | -------------------------- |
| Louis Bourgeois    | octobre 1971-décembre 1971 |
| Lucien Corn        | décembre 1971-1972         |
| Élie Fruchart      | 1972-décembre 1979         |
| Bernard Placzek    | décembre 1979-janvier 1980 |
| Michel Bossy       | janvier 1980-février 1981  |
| Robert Domergue    | février 1981-1984          |
| Alex Dupont        | 1984-1985                  |
| Francis Smerecki   | 1985-octobre 1990          |
| Alex Dupont        | 1990-1996                  |
| Jean-Luc Buisine   | 1996-1997                  |
| Mustapha Merry     | 1997-mars 1998             |
| Bobby Brown        | mars 1998-mars 2002        |
| Georges Westelynck | mars 2002-juin 2002        |

| Nom                | Période                     |
| ------------------ | --------------------------- |
| Nicolas Huysman    | juin 2002-mars 2010         |
| Ludovic Pollet     | mars 2010-mars 2012         |
| Fabien Mercadal    | mars 2012-mai 2016          |
| Didier Santini     | juin 2016-février 2018      |
| Benjamin Rytlewski | février 2018-septembre 2018 |
| Claude Robin       | septembre 2018-mai 2020     |
| Fabien Mercadal    | mai 2020-mai 2021           |
| Romain Revelli     | mai 2021-fevrier 2023       |
| Mathieu Chabert    | février 2023-septembre 2023 |
| Luís Castro        | octobre 2023-juin 2025      |
| Gonçalo Feio       | juin-juillet 2025           |
| Albert Sánchez     | juillet 2025-               |

### Joueurs
| Rang | Nom                 | Buts | Matchs | Carrière au club        |
| ---- | ------------------- | ---- | ------ | ----------------------- |
| 1    | Jean-Claude Garnier | 78   | 134    | 1971 - 1974 1977 - 1978 |
| 2    | Souleymane Camara   | 46   | 144    | 1970 - 1975             |
| 3    | Dimitri Boudaud     | 33   | 171    | 2009 -                  |
| 4    | Flavio Rodrigues    | 31   | 148    | 1989 - 1995 2000 - 2002 |
| 5    | Matthieu Hoguet     | 30   | 78     | 2009 - 2013             |

| Rang | Nom               | Matchs | Carrière au club        |
| ---- | ----------------- | ------ | ----------------------- |
| 1    | Dimitri Boudaud   | 300    | 2009 - 2021             |
| 2    | Maurice Martin    | 251    | 1966 - 1974             |
| 3    | Jérémy Huysman    | 238    | 2005 - 2010 2013 - 2021 |
| 4    | Pascal Vanhoutte  | 227    | 1975 - 1983             |
| 5    | Gilbert Zoonekynd | 220    | 1973 - 1981             |

Au cours de son histoire, le club dunkerquois a compté dans ses rangs plusieurs joueurs qui ont marqué de leur empreinte l'histoire du club.
Le gardien français Maurice Martin est le joueur le plus capé sous le maillot dunkerquois avec 251 apparitions suivi de près par le milieu français Pascal Vanhoutte avec 227 apparitions.
Au rayon des meilleurs buteurs, c'est l'attaquant français Jean-Claude Garnier qui occupe la première place avec 78 réalisations suivi de l'attaquant sénégalais Souleymane Camara auteur de 46 réalisations sous le maillot de l'USL Dunkerque.
De 1962 à 1970, le défenseur droit Gérard Quillot est un membre récurrent de l'effectif dunkerquois. Il compte parmi ses coéquipiers le milieu défensif André Bonnet, au club de 1964 à 1974.
Bien que n'ayant porté les couleurs dunkerquoises qu'en 1973-1974, le milieu Bruno Metsu s'est toujours dit très attaché à Dunkerque et à son club de football. Devenu entraîneur, il affirme en 2011 « Je suis peiné de voir ce club végéter, de voir les politiques faire le choix du basket et du handball alors que cette ville respire le football » et affirme avoir « un projet pour Dunkerque », avant de décéder brutalement des suites d'un cancer, deux ans plus tard.
À la suite d'un concours lancé par le club et le journal Le Phare dunkerquois, le jury a choisi comme joueur du siècle le milieu de terrain Jocelyn Blanchard qui aura commencé en D2 à l'âge de 18 ans en 1990 et connu une superbe carrière après ses débuts dunkerquois (Metz, Juventus, Lens, Austria de Vienne, SK Austria Kärnten). Il devance les autres milieux de terrain Nicolas Huysman et Gilbert Mallet[réf. souhaitée].
Enfant, Didier Drogba, qui vit chez son oncle Michel Goba, signe sa première licence à l'USL Dunkerque, mais son titre de séjour n'est pas renouvelé et il doit retourner à Abidjan. L'année suivante, ses deux parents perdent leur emploi et le confient de nouveau à son oncle, qui a resigné à l'USL Dunkerque après un passage au Racing Besançon.
Le futur international sud-africain Pierre Issa est formé à Dunkerque, où il reste jusqu'en 1995.

## Effectif professionnel actuel
Le premier tableau liste l'effectif professionnel de l’USL Dunkerque pour la saison 2025-2026. Le second recense les prêts effectués par le club lors de cette même saison.
En grisé, les sélections de joueurs internationaux chez les jeunes mais n'ayant jamais été appelés aux échelons supérieurs une fois l'âge-limite dépassé ou les joueurs ayant pris leur retraite internationale.

## Structures du club

### Structures sportives

#### Stades
Dès les années 1930, le club dunkerquois évolue au stade Marcel-Tribut, fonctionnel à partir de 1933. La première enceinte a été très gravement endommagée durant la Seconde Guerre mondiale. L'enceinte actuelle a été construite entre 1957 et 1967.
Le stade comporte deux tribunes : la tribune « assise », inaugurée en 1958, et la tribune « debout », construite à la fin des années 1960. Ce stade s'inclue actuellement dans un grand complexe sportif : le Stade des Flandres, comprenant le terrain synthétique Jean-Rouvroy, la salle Dewert, où évolue le Korvers de Dunkerque, des salles multisports, etc.
Rénové en 2009, le stade Marcel-Tribut a aujourd'hui une capacité d'environ 4 200 places. L'enceinte reste toutefois vétuste, aucun travail d'envergure n'ayant été entrepris depuis sa construction, et n'est plus homologuée par la FFF pour les rencontres de haut-niveau.
Des travaux sont réalisés à partir de janvier 2018 et doivent durer jusqu'en 2020. Ils prévoient la suppression de la butte et de la tribune debout (côté route) pour laisser la place à de nouvelles tribunes pour accroître la capacité à 5 000 places, répondant aux normes en cas de montée en Ligue 2 et avec la capacité technique de l'étendre à 8 000 en installant des tribunes derrière les buts. La piste d'athlétisme sera supprimée afin de créer un stade « à l'anglaise » avec des tribunes au plus près de la nouvelle pelouse hybride.
La déconstruction du stade débute en février 2018. La nouvelle enceinte, doit être achevée en fin d'année 2020. Elle comptera une quinzaine de loges et un large parvis déambulatoire, permettant la circulation jusqu'aux tribunes.
L'équipe fanion réalise ses entraînements, sur le terrain d'honneur du stade Marcel-Tribut ainsi que sur le terrain synthétique annexe, au complexe sportif du Fort Vallières, au complexe sportif de la Licorne de Malo-les-Bains et au stade Auguste Delaune de Coudekerque-Branche[réf. souhaitée].

#### Autres équipes
L'équipe réserve de l'USL Dunkerque évolue en Régional 1 et bénéficie parfois de « l’apport de joueurs de l'équipe fanion » pour jouer ce « championnat attractif » où « il n'y a pas d'équipe faible. ». L'équipe joue ses matchs à domicile au complexe sportif du Fort Vallières.
| Équipe réserve | Équipes juniors |
| --- | --------------- |
| - Champion Division d'Honneur Nord : 1982, 1989 - Champion Division 3 Groupe Nord en 1984 - Vice-champion Division 5 Groupe A[Quoi ?] : 1992 - Vice-champion de Promotion d'Honneur Nord : 2007 - Vice-champion de régionale Nord[Quoi ?] : 2007 | À venir         |

## Aspects juridiques et économiques

### Statut juridique et légal
L'Union sportive du littoral de Dunkerque est affiliée à la Fédération française de football sous le numéro 56. Le club a son siège social au stade Marcel-Tribut, à Dunkerque.

### Éléments comptables
En Division 2 1935-1936, le club obtient les recettes les plus basses du championnat. Malgré un léger mieux la saison suivante, les finances sont à nouveau exsangues en 1938 et peu avant la déclaration de guerre, le club accumule les difficultés financières.
En CFA 2009-2010, l'USLD a un budget de plus d'un million et demi d'euros.
Pour la saison 2013-2014, le budget de l'USL Dunkerque s'élève à 2 200 000 euros. Lors de la saison 2014-2015, l'USL Dunkerque a un budget de 2 000 000 euros, ce qui en fait le dixième budget - sur dix-huit - du championnat, ex aequo avec les Sports réunis Colmar.
Chaque saison, l'USL Dunkerque publie son budget prévisionnel de fonctionnement après validation auprès de la DNCG, l'instance qui assure le contrôle administratif, juridique et financier des associations et sociétés sportives de football afin d'en garantir la pérennité. Le budget prévisionnel d'un club s'établit en amont de l'exercice à venir et correspond à une estimation de l'ensemble des recettes et des dépenses prévues par l'entité. Le tableau ci-dessous résume les différents budgets prévisionnels du club saison après saison.
| Saison | 2012-2013 | 2013-2014 | 2014-2015 | 2015-2016 | 2016-2017 | 2017-2018 | 2018-2019 | 2019-2020 | 2020-2021 | 2021-2022 |
| Budget | 200 k€    | 2,2 M€    | 2 M€      | 2 M€      | 2,2 M€    | 2,2 M€    | 2,3 M€    | 2,2 M€    | 7 M€      | 6 M€      |
| Saison | 2022-2023 | 2023-2024 | 2024-2025 |           |           |           |           |           |           |           |
| Budget | 2,2 M€    | 9 M€      | 10 M€     |           |           |           |           |           |           |           |

### Équipementiers et sponsors
L'USL Dunkerque reçoit des subventions de la ville de Dunkerque, de la communauté urbaine de Dunkerque et de la région Nord-Pas-de-Calais. L'équipementier actuel du club est la marque italienne Macron . Le club a également pour sponsors, DK'Bus Marine, société gérée par le président Jean-Christophe Géhin jusqu'en 2011, mais aussi Défis Sports +, Auchan, EZY-DEV, Delgrange Voyages, Écotélec et l'Édito.

## Supporters et rivalités
Dans les années 2010, l'USL Dunkerque entretient une émulation avec l'US Boulogne CO, également située également sur la Côte d'Opale, davantage qu'avec les clubs majeurs du Nord-Pas-de-Calais que sont le Valenciennes FC, le LOSC Lille ou le RC Lens.
En 2014-2015, le derby aller contre Boulogne s'est fait dans une ambiance électrique en raison d'un tacle appuyé de Julien Bègue dans le premier quart d'heure.